# メトロイド
『メトロイド』（Metroid）は、1986年8月6日に任天堂から発売されたファミリーコンピュータ ディスクシステム用アクションゲーム。『メトロイドシリーズ』の1作目。

## 概要
当時の任天堂ソフトとしては異色なSFの世界観を持つ作品。遠距離攻撃（ビーム）を主要アクションにしたジャンプアクションゲームで、ダンジョンを進みながらアイテムや通路を探索する要素を大きな特徴としている。エンディングではプレイヤーキャラの正体が明かされる。以後に直系の続編作品が多数発売、シリーズ化がされている。
ディスクライターでの累計書き換え回数は第7位を記録している。
後に、ゲームボーイアドバンス向けの「ファミコンミニ」やWii、ニンテンドー3DS、Wii U向けの「バーチャルコンソール」として本作が移植されたほか、シリーズ作品の『メトロイドプライム』と『メトロイド ゼロミッション』（本作のリメイク作品）には、おまけ要素として本作が収録されている。

## ゲーム内容
主人公サムスを操作する。スタート時はビームの射程が短いなど攻撃手段が限られるほか、特定のアイテムを使用しなければ進めない場所もあるため、様々なアイテムを入手して能力を強化し行動範囲を広げていくことになる。エネルギー（ライフ）がなくなるとゲームオーバーになり、エネルギーが少ない状態でスタート地点から再開される。
舞台となる惑星ゼーベスは3つ、細かく分けると5つのエリアで構成され、各エリア内は多くのゲートで区切られている。エリア間の移動にはエレベーターを利用する。序盤から探索できるエリア「ブリンスタ」と「ノルフェア」の深部にいるボスキャラクター「クレイド」「リドリー」を倒すことで基地エリアの「ツーリアン」への扉が開かれる。最奥部にいる「マザーブレイン」を倒し、惑星ゼーベスから脱出することでゲームクリアとなる。
1時間以内でクリアするとエンディングでサムスがパワードスーツを脱ぎ正体が女性であることが明らかになる。このような「早解き」要素は以降のシリーズ作品でも定番となっている。

### アイテム
エネルギーボール
敵が落とすエネルギー回復アイテム。回復量は5だが、耐久力の高い敵はランダムで20回復するものを落とすこともある。またメトロイドが落とすものは必ず30回復する。
ミサイル
敵が落とす弾薬補給用のミサイル。通常の敵が落とすものは2、メトロイドが落とすものは30補給される。
丸まり(モーフボール)
体を球状に変化させ狭い通路を通過できるようになるアイテム。のちの作品でいうモーフボール。丸まり（ボール）状態の時にジャンプボタンを押すと丸まりが解除される。
エネルギータンク
エネルギーの最大値が増えるアイテム。ステージの各所に配置されており全部で8つあるが、保有できるタンクの最大数は6つ（つまりエネルギーは最大699）で、7つ目以降の取得時はエネルギーが全快する効果のみが得られる。
ミサイル
1個取るごとにミサイルの最大値が5発増えるアイテム。のちの作品でいうミサイルタンク。通常の敵なら1発で倒すことができる。一部のゲートを開けるときにも使用する（ゲートは一度開くと閉じることはない）。
なお、本作では中ボス（クレイドとリドリー）を倒した時も最大値が75増加するようになっており、これらを合わせると最大数は255発になる。
ロングビーム
通常のものより射程が長いビーム。後のシリーズ作品のものと違い攻撃力は上昇しない。
アイスビーム
敵を凍らせることのできるビーム。通常の敵に当てると凍結し、凍結した敵に当てると融解して通常のビームと同等のダメージを与える（一部の敵を除く）。波動ビームとの併用はできない。
波動ビーム
波形のビーム。のちの作品でいうウェイブビーム。攻撃力が通常のビームの2倍。アイスビームとの併用はできない。
爆弾
丸まり中に投下できる爆弾。のちの作品でいうボム。足元の敵への攻撃やブロックの破壊に利用できる。
ハイジャンプ
ジャンプ力が上昇するアイテム。
バリア
受けるダメージ（有毒液や溶岩を含む）が通常の半分に減少するアイテム。のちの作品でいうバリアスーツ。
スクリューアタック
回転ジャンプ中に体当たりで攻撃できる能力。威力はミサイル並み。後のシリーズ作品の場合と違い、ブロックは破壊できない。

### エンディング
クリアまでにかかった時間によりエンディングで以下の5種類の演出が表示される。

※60フレームを1秒で換算。括弧内はゲーム上での日数。
- 32時間32分以上(61日以上) - 後ろを向いて泣く
- 32時間32分未満(61日未満) - 左手でガッツポーズ
- 5時間52分未満(11日未満) - ヘルメットを取る
- 2時間40分未満(5日未満) - パワードスーツを脱ぐ（レオタード姿）
- 1時間36分未満(3日未満) - パワードスーツを脱ぐ（ビキニ姿）

### 日本版と日本国外版の違い
日本国外版は、日本版と比べ、言語以外にも以下が異なる。
まず、ディスクシステム用ソフトの日本版と違い、NES用ソフト（ロムカセット）であるため、以下の仕様変更がある。
- エリア移動間のロード時間がない
- バックアップ機能がなく、再開はパスワードを用いて行う
『ゼロミッション』でプレイできるものはパスワードを1つ保存でき、擬似的にバックアップ機能を持たせている。
- 音源の数がディスクシステムよりも少ないため、一部のBGMと効果音を変更

このほか、2周目以降の要素として、エネルギータンクとミサイル以外のアイテムを所持したままゲームを初めからプレイできる仕様や、短時間クリア時にスーツを脱いだグラフィックのサムスでプレイできる仕様が追加されている。

## ストーリー
コスモ歴2000年代。銀河系の多くの惑星は、代表者による議会を基に「銀河連邦」を設立。星間連絡船の行き交う繁栄の時代を迎える中で、船を狙う宇宙海賊も出現。銀河連邦警察がこれに対処したが不十分であり、それを補う為に連邦局は、賞金を受け取る事で海賊と戦う宇宙戦士(スペースハンター)の協力を仰いでいた。
コスモ歴20X5年、外宇宙調査船が宇宙海賊に襲われ「惑星SR388」で発見された未知の生命体「メトロイド」のカプセルが奪われてしまった。メトロイドは過去にSR388の文明が破壊された原因の可能性も高い非常に危険な生物であり、増殖も容易なのだ。
「メトロイド」が海賊の手によって、武器として使われるようになれば銀河文明が破滅してしまう。連邦警察は必死の捜索の末、海賊の本拠地「要塞惑星ゼーベス」を発見、総攻撃を行ったが、海賊の抵抗は強く、攻め落とすことはできなかった。そこで、連邦警察は最後の手段として宇宙戦士をゼーベスの内部に侵入させ、要塞の中枢であるマザーブレインを破壊する作戦を決定。選ばれたのが、正体不明ながら海賊にも恐れられる最も優秀な宇宙戦士「サムス・アラン」である。実はゼーベスはサムスが幼少時代に育った場所でもある。(リメイク版の「ゼロミッション」より)
惑星ゼーベスは自然の要塞で、外側は特殊な岩に覆われ、内部が複雑な迷路になっている。しかも、海賊の手によって様々な仕掛けや“罠”が張り巡らされており、至る所に不気味な海賊の手下が待ち受けている。ゼーベスの侵入に成功したサムスはマザーブレインを倒し、銀河文明を救えるだろうか？

## 他機種版
| No. | タイトル                                                 | 発売日                                                    | 対応機種                                          | 開発元                     | 発売元 | メディア                            | 型式 | 売上本数 | 備考                                                                    |
| --- | -------------------------------------------------------- | --------------------------------------------------------- | ------------------------------------------------- | -------------------------- | ------ | ----------------------------------- | ---- | -------- | ----------------------------------------------------------------------- |
| 1   | メトロイドプライム                                       | 2002年11月15日 2003年2月28日 2003年3月21日                | ニンテンドー ゲームキューブ                       | レトロスタジオ             | 任天堂 | 光ディスク                          | -    | -        | おまけ要素として収録                                                    |
| 2   | メトロイド ゼロミッション                                | 2004年2月9日 2004年4月8日 2004年5月27日 CHN 2005年6月15日 | ゲームボーイアドバンス                            | 任天堂                     | 任天堂 | 64Mbitロムカセット                  | -    | -        | おまけ要素としてNES版を収録                                             |
| 3   | ファミコンミニ23 ディスクシステムセレクション メトロイド | 2004年8月10日 2004年10月25日 2005年1月7日                 | ゲームボーイアドバンス                            | インテリジェントシステムズ | 任天堂 | ロムカセット                        | -    | -        |                                                                         |
| 4   | メトロイド                                               | 2007年7月20日 2007年8月13日 2008年3月4日                  | Wii                                               | インテリジェントシステムズ | 任天堂 | ダウンロード (バーチャルコンソール) | -    | -        | 2019年1月31日 配信・販売終了                                            |
| 5   | メトロイド                                               | 2012年2月29日 2012年3月1日 2012年3月15日                  | ニンテンドー3DS                                   | インテリジェントシステムズ | 任天堂 | ダウンロード (バーチャルコンソール) | -    | -        | アンバサダー・プログラムの一環として、 2011年9月1日に無償配信もされた。 |
| 6   | メトロイド                                               | 2013年7月11日 2013年8月14日                               | Wii U                                             | インテリジェントシステムズ | 任天堂 | ダウンロード (バーチャルコンソール) | -    | -        |                                                                         |
| 7   | メトロイド                                               | 2016年11月10日 2016年11月11日                             | ニンテンドークラシックミニ ファミリーコンピュータ | 任天堂                     | 任天堂 | 内蔵ゲーム                          | -    | -        |                                                                         |
| 8   | ファミリーコンピュータ Nintendo Switch Online            | 2018年11月14日                                            | Nintendo Switch                                   | 任天堂                     | 任天堂 | ダウンロード                        | -    | -        |                                                                         |

ファミリーコンピュータ Nintendo Switch Onlineでは通常のディスクシステム版のほか、『メトロイド 決戦!リドリーバージョン』と『メトロイド サムス・アラン最終形態』という特別版も配信されている。

## 開発
本作は横井軍平の所属する任天堂第一開発部で開発された。開発当初はディスクシステムの新作としてメトロイドの企画（またはその前身となる企画）が、当時の新人スタッフだった清武博二（サムスのキャラクターデザイン）と松岡洋史（グラフィックデザイン）によって進められていた。しかし、発売を前にして「宇宙を舞台に自在に動き回って銃で攻撃」という作品イメージのみが先行し、主人公の設定も未定で、ゲームとして全くの未完成だったため、発売に間に合わせるために坂本賀勇を始めとする第一開発部が総がかりで製作することになった。メトロイドシリーズの特徴の1つであるダンジョンを探索してパワーアップしながら進んでいくというゲームデザインは、このときにゲームの製作の手間を省くという理由でもたらされたものであった。
坂本は後に「要素が足りないし、時間もない。なら、マップを工夫して、隠し通路を見つけていくゲーム性にしようと。スクロールしてしまうと隠しがバレちゃうんで、ジャンプできないような通路を造ったり、そういうマップの組み方をしていきました。（中略）背景の柄は同じだけど、ヒットチェックだけ外した部分を作っておくと、隠し通路になる。同じ方法で、見た目には溶岩が煮えたぎっているけど、飛び込んだら意外と下に行けたとか。『メトロイド』は、ある種リサイクル的な思想で作られているんですね。限られたパーツを使い、みんな総掛かりでやったから、いろんな人のいろんな声が反映されているんです」と語っている。
音楽は田中宏和が担当。ディスクシステム音源を生かした壮大なBGMは高い評価を受け、彼の代表作の1つとなった。
タイトル「メトロイド」を命名したのは、デザイナーの松岡洋史。ステージの張り巡らされた暗い地下メトロ（フランスの地下鉄）と、アンドロイドのサムスのイメージを合わせ、制作初期の頃に「メトロイド」と名付けた。この頃観ていたSF映画『メトロポリス』にも影響を受けている。しかし制作後半において、世界観がタイトルでは分かりにくいという話になり、敵の宇宙生物としての名前に変更された。

## スタッフ
- シナリオ・ライター：KANOH（加納誠）
- キャラクター・デザイン：KIYOTAKE（清武博二）
- ゲーム・デザイン：NEW MATSUOKA（松岡洋史）、SHIKAMOTO（坂本賀勇）
- 音楽：HIP TANAKA（田中宏和）
- メイン・プログラマー：HAI YUKAMI（湯上裕之）、ZARU SOBAJIMA（傍島やせ）、GPZ SENGOKU（仙石敏男）、N.SHIOTANI、M.HOUDAI
- スペシャル・サンクス：KEN ZURI、SUMI、INUSAWA（大澤徹）、KACHO、HYAKKAN、GOYAKE、HARADA（原田貴裕）、PENPEN 、TOHRYU、MAKO、BENKEI[注 3]
- コンバート：成広通
- アシスタント・ディレクター：加納誠
- ディレクター：YAMAMOTO（山本雅央）
- チーフ・ディレクター：岡田智
- プロデューサー：横井軍平
- エグゼクティブ・プロデューサー：山内溥

## 評価
- ゲーム誌『ファミリーコンピュータMagazine』の読者投票による「ゲーム通信簿」での評価は以下の通り19.59点（満25点）[11][9]。

| 項目 | キャラクタ | 音楽 | 操作性 | 熱中度 | お買得度 | オリジナリティ | 総合  |
| 得点 | 3.26       | 4.08 | 4.18   | 3.97   | -        | 4.10           | 19.59 |

- ゲーム誌『ユーゲー』では、「後にさまざまな機種で続編が発売されたが、基本的なシステムは1作目からほとんど変わっていないあたりに、本作の完成度の高さがうかがえる」、「何十本もの通路が複雑に交差する惑星ゼーベス内は、探索だけでも優に数時間を要する圧巻のボリューム。またあちこちに隠し通路、隠しアイテムが仕込まれており、どこを切り取っても捨てる部分がない」と評している[10]。

## 備考
コントローラーIの十字キー上とAボタンを押しながらスタートボタンを押すと、セーブとコンテニューを選択できる画面に移る。(本作のディスクシステム版のマニュアルp17には、上記に該当する操作として「スタートボタンでポーズをかけて、コントローラーIIの上とAボタン」を押すとの記述があるが、実際にはコントローラーIのみで全て可能。)
名前を登録するとき、文字を入れてからBボタンで戻ると、文字に濁点を付けることができる。なおこの際、濁点は1文字にカウントされない。

## CD
『ファミコン 20TH アニバーサリー オリジナル・サウンド・トラックス VOL.1』
2004年1月7日、サイトロン・デジタルコンテンツより発売されたCD内の一作品として収録されている。
『ゲームサウンドミュージアム 〜ファミコン編〜 12 メトロイド』
2004年4月28日、メガハウスより発売されたCD同梱食玩のひとつ。
『スーパーメトロイド サウンドINアクション』
1994年6月22日、ソニー・ミュージックレコーズより発売されたスーパーファミコン版『スーパーメトロイド』のサウンドトラック。FCディスクシステム版『メトロイド』のBGMのほとんども併録。